# واورلی (نبراسکا)
واورلی(به انگلیسی: Waverly) شهری در ایالت نبراسکا کشور ایالات متحده آمریکا است که جمعیت آن در سرشماری سال ۲۰۱۰ میلادی، ۳٬۲۷۷ نفر بوده‌است.